# Andy Jackson
Andy Jackson je britský zvukový inženýr.
Svou kariéru zahájil ve studiu Utopia Studios jako asistent zvukového inženýra Jamese Guthrieho. V roce 1980 zahájil spolupráci s progresivní rockovou skupinou Pink Floyd, nejprve při nahrávání koncertu v rámci turné k albu The Wall a později také na jejich albu The Final Cut (1983). Se skupinou spolupracoval i po odchodu baskytaristy Rogera Waterse, a to na albech A Momentary Lapse of Reason (1987) a The Division Bell (1994).
Dále se také podílel na soundtracku k filmu La Carrera Panamericana (1992) a o zvuk se staral také při jejich posledním turné The Division Bell Tour. Jako jeden z producentů a baskytaristů také přispěl na album The Endless River z roku 2014. V listopadu 2014 vydal sólové album Signal to Noise. Hudební vydavatelství Esoteric Antenna jej vydalo v klasické verzi na CD a také jako dvojCD doplněné o 5.1 Surround mix alba. Je rovněž majitelem masteringového studia Tube Mastering. Jako kytarista vystupuje se skupinou The Eden House.

## Sólová diskografie
- Obvious (2001)
- Signal to Noise (2014)